# Euscorpiops artemisae
Euscorpiops artemisae – gatunek skorpiona z rodziny Euscorpiidae.
Gatunek ten opisali w 2015 roku František Kovařík, Ondřej Košulič, František Šťáhlavský, Jana Plíšková, Wuttipong Dongkhamfu i Prasit Wongprom na podstawie parki odłowionej w 1997 roku w Nyaung-U.
Holotypowy samiec ma 43,6 mm długości ciała. Ubarwiony jest rudoczarno do czarnego, z jaśniejszymi odnóżami i telsonem. Karapaks i tergity przedodwłoka ziarenkowane, ten pierwszy bez żeberek, zaś tergity z jednym żeberkiem środkowym. Cztery żeberka występują na siódmym sternicie. Zaodwłok jest delikatnie granulowany, wyposażony w 10 żeberek na pierwszym segmencie, po 8 na segmentach od drugiego do czwartego i 7 na piątym. Na rzepce nogogłaszczków występuje 20 trichobotriów zewnętrznych i 14 lub 15 brzusznych. Samiec ma naogogłaszczki o smukłych członach i lekko wciętych palcach. Grzebień z 8 ząbkami u samca i 7 lub 8 u samicy, jego okolica żółtawobrązowa.
Skorpion znany wyłącznie z lokalizacji typowej w zachodniej części birmańskiej prowincji Mandalaj.